# Miniaturenpark „Kleiner Harz“ im Bürgerpark Wernigerode
Koordinaten: 51° 50′ 42″ N, 10° 46′ 53″ O
Im Miniaturenpark „Kleiner Harz“ im Bürgerpark Wernigerode sind auf einer Fläche von 1,5 ha detailgetreue Nachbildungen bedeutender Bauwerke und Attraktionen der Harzregion im Maßstab 1:25 ausgestellt. Der Miniaturenpark ist Teil des Bürgerparks, einem 15 ha großen Landschaftspark mit mehr als 60 Themengärten, zahlreichen Spielplätzen, Erholungsflächen und einem Haustiergehege.

## Idee
Mit dem Kleinen Harz sollte ein attraktiver touristischer Anziehungspunkt geschaffen werden, der das Interesse an der Region mit ihren Kulturgütern und ihrer Geschichte weckt und gleichzeitig informativen Charakter trägt. Der Miniaturenpark zeigt Modelle von Schlössern, Burgen, Kirchen, verschiedenen historischen Stadtbauten sowie von wichtigen Industriebauten und Ausflugszielen der Harzregion, die auch zum Besuch der Originalstandorte anregen sollen.

## Ziele
Vorrangiges Ziel ist die Schaffung von Arbeitsplätzen z. B. in den Bereichen „Pflege der Parkanlagen“ sowie „Reparatur und Restaurierung“ der Bauwerke.
Einnahmen, die durch das Erheben von Eintrittsgeldern sowie über Sponsoren und Patenschaften erzielt werden, setzen die Initiatoren für die Personal- und Sachkosten sowie für die Erhaltung des Parks ein. Ein weiteres Ziel ist die Stärkung des regionalen Tourismus und damit die Stärkung der Region insgesamt.

## Werkstatt
Mit Beginn im März 2006 und über die Eröffnung des Miniaturenparks im Mai 2009 hinaus arbeiteten mehr als 60 Beschäftigte der Oskar-Kämmer-Schule Wernigerode an der maßstabsgerechten und detailgetreuen Nachbildung bekannter Sehenswürdigkeiten der Region Harz. Nachstehend aufgeführte Arbeitsschritte sind dazu notwendig gewesen:
- Zusammenstellung aller verfügbaren Bauzeichnungen und Unterlagen der ausgewählten Bauwerke
- Vermessung und Dokumentation der Bauwerke
- Anfertigung einer Fotodokumentation zu allen Details und zur Farbgebung
- Erstellung eines kompletten Zeichnungssatzes der Bauwerke
- Erstellung von Baugruppen und Zusammenbau der Modelle
- Farbgebung und Komplettierung
- Aufstellung im Miniaturenpark und Anpassung der natürlichen Bepflanzung

Auf dieser Grundlage entstanden mehr als 60 kleinformatige Modelle im Maßstab 1:25. Dieser Maßstab ist für den Modellbau ideal, da die Darstellung besonderer Details hierbei sehr gut möglich sind. Die Miniaturen sind im Wesentlichen aus einem für den Modellbau entwickelten Kunststoffmaterial gefertigt. Aluminium, Kupfer und Messing wurden für die Fertigung von Kleinteilen wie Dachrinnen, Wetterfahnen, Geländern und sonstigen Verzierungen verwendet. Die Farbgebung erfolgte mit hochwertigen Farben und Lacken. Alle dargestellten Modelle sind Unikate und erforderten einen großen Arbeitsaufwand. 68.000 Arbeitsstunden waren bspw. für das Schloss Wernigerode notwendig.
Eine digitale Schauwerkstatt informiert über den Gestaltungsprozess der Miniaturen.

## Modelle (Auswahl)
- Schloss Wernigerode

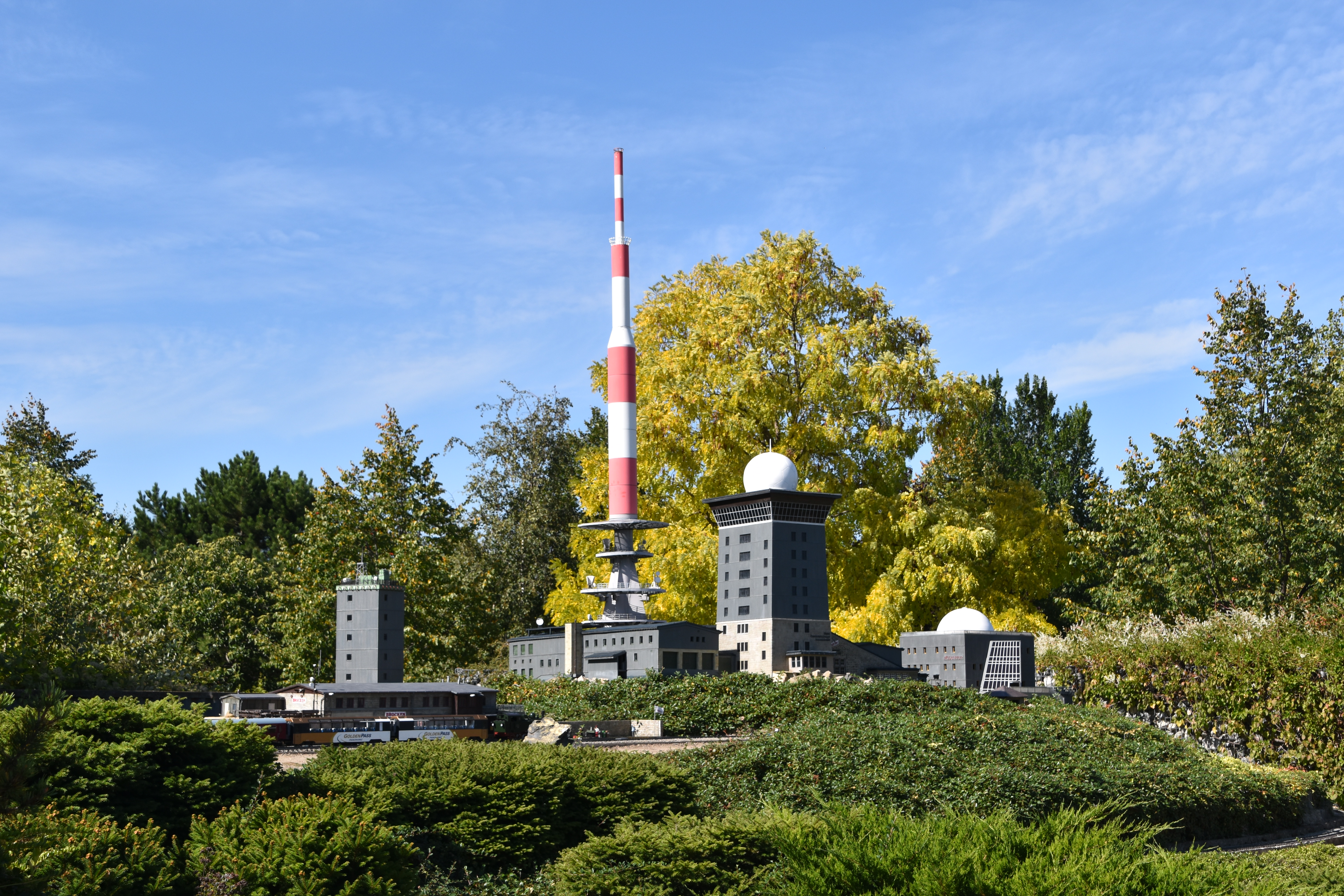
Der Gipfel des Brocken

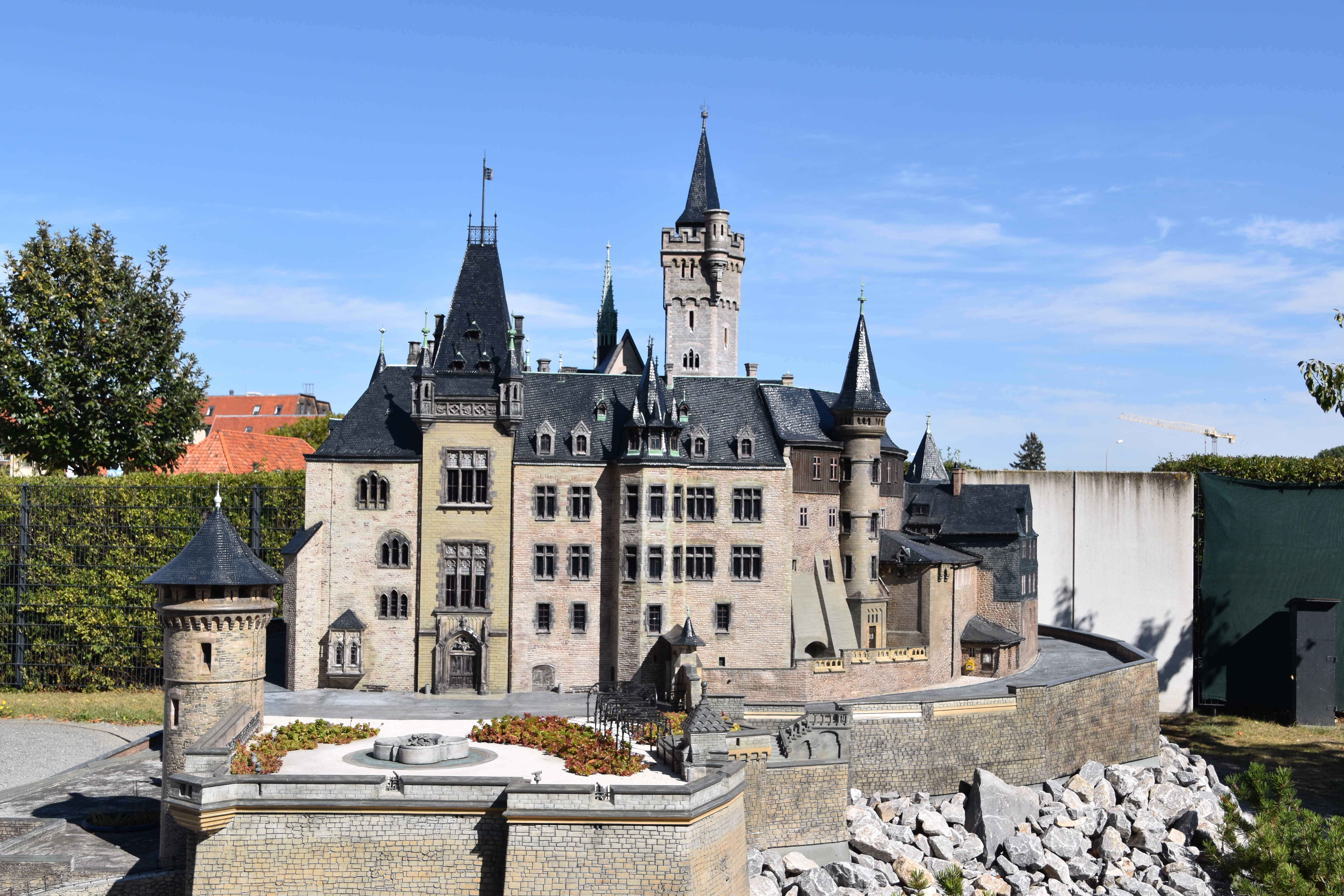
Schloss Wernigerode

- Ensemble Rathaus mit Marktstraße, Schiefes Haus, Gothisches Haus
- Brocken und Brockenbahnhof
- Kaiserturm auf dem Armeleuteberg bei Wernigerode
- Holzkirche Elend
- Martinikirche zu Halberstadt
- Dom zu Halberstadt
- Gleimhaus in Halberstadt
- Schlossberg mit Stiftskirche St. Servatii und Rathaus Quedlinburg
- Stiftskirche St. Cyriakus (Gernrode)
- Josephskreuz Stolberg
- Burg Falkenstein (Harz)
- Bodetal-Seilbahn, Thale
- Kaiserpfalz Goslar
- Marktensemble Goslar mit Rathaus, Kaiserring, Hotel Kaiser Worth
- Wandelhalle Bad Harzburg
- Schloss Herzberg

## Projektträger
Der Miniaturenpark „Kleiner Harz“ wird durch die Park und Garten GmbH Wernigerode betrieben.